# Lepthyphantes aelleni
Lepthyphantes aelleni este o specie de păianjeni din genul Lepthyphantes, familia Linyphiidae, descrisă de Denis, 1957.
Este endemică în Morocco. Conform Catalogue of Life specia Lepthyphantes aelleni nu are subspecii cunoscute.